# Hlásnice
Hlásnice település Csehországban, a Olomouci járásban. Hlásnice Šternberk és Babice településekkel határos. Lakosainak száma 248 fő (2024. január 1.).

## Népesség
A település lakosságának változását az alábbi diagram mutatja:
| Lakosok száma | 297  | 344  | 312  | 186  | 127  | 145  | 221  | 229  | 230  | 248  |
|               | 1869 | 1890 | 1921 | 1950 | 1980 | 2001 | 2017 | 2019 | 2022 | 2024 |